# Les Avenières
Les Avenières est une ancienne commune française située dans le département de l'Isère (38), en région Auvergne-Rhône-Alpes, devenue, le 1er janvier 2016, une commune déléguée de la commune nouvelle des Avenières Veyrins-Thuellin.

## Géographie

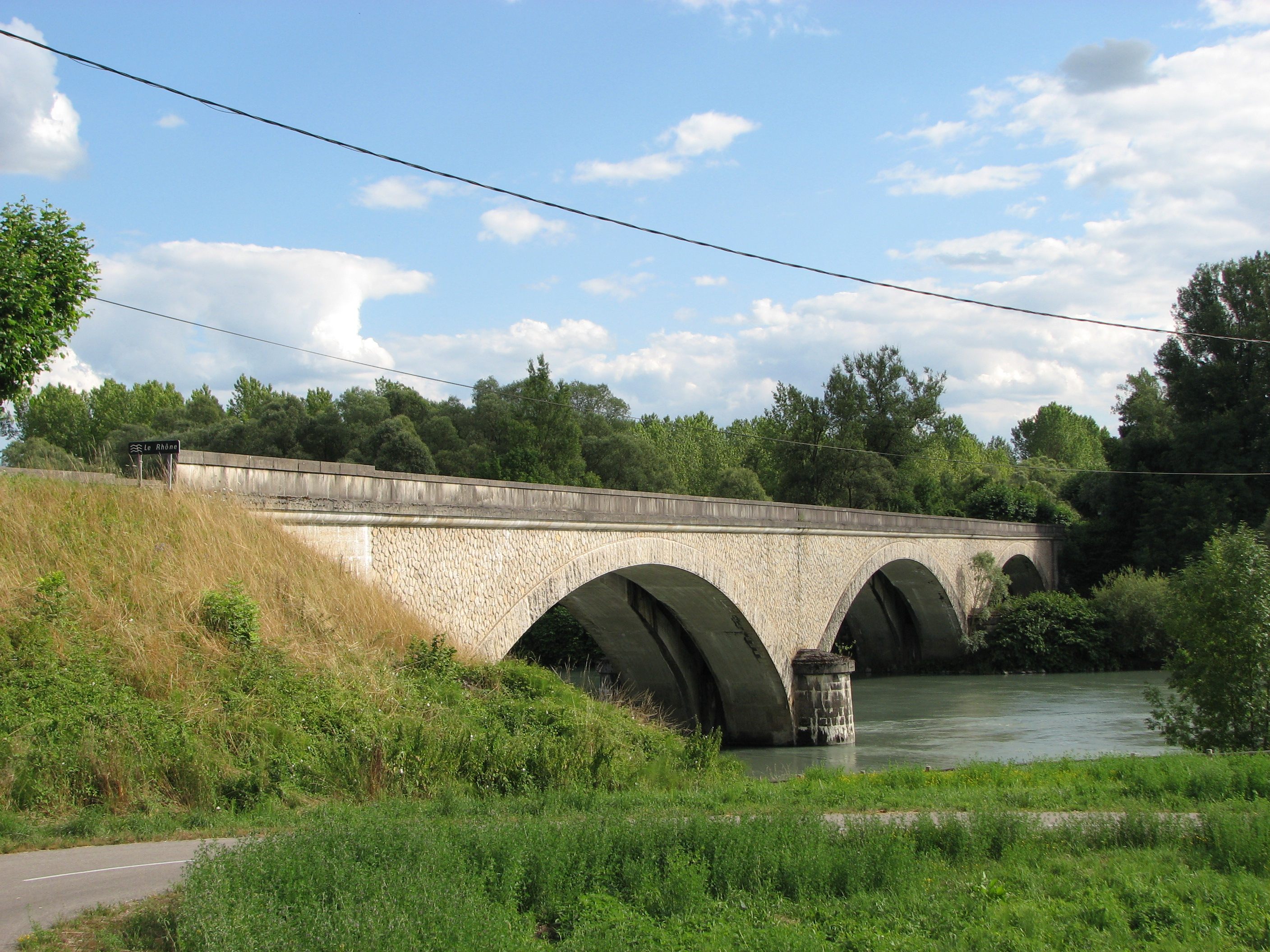
Le pont d'Évieu sur le Rhône.

Les Avenières sont une ancienne commune de l'arrondissement de La Tour-du-Pin dans le département de l'Isère alors dans la région Rhône-Alpes. 

### Géologie et relief
La superficie de la commune est de 29,95 km2 ; son altitude varie de 201  à   291 mètres. 
La ville « Les Avenières » se situe sur une butte avec des altitudes allant de 200 mètres à 289 mètres, permettant d'offrir une vue remarquable sur les monts du Bugey au nord, la plaine du Bouchage-Morestel à l'ouest, la Chartreuse, la Dent du Chat au loin à l'est et enfin couronnant l'horizon, les cimes enneigées des Alpes (du Deven, le point culminant de la commune un panorama exceptionnel permet de découvrir une trentaine de clochers).

### Hydrographie
Les Avenières longe le Rhône. Ce fleuve la sépare du département de l'Ain et se situe non loin de la rivière du Guiers (petit affluent du Rhône) marquant la séparation du département de l'Isère avec celui de la Savoie.

### Milieux naturels et biodiversité
La commune compte plusieurs ZNIEFF de type I
- Milieux alluviaux du Rhône du Pont de Groslée à Murs et Gélignieux
- Rivière et zone humide de l'Huert
- Zone humide de Corangle
- Zones humides et étang de la Corneille

## Urbanisme

### Lieux-dits, hameaux et écarts
Cette commune se compose de trois sections : Ciers, Buvin et Curtille, qui sont les noms des villages qui la forment. Aujourd'hui le nom de « Ciers » est presque totalement tombé en désuétude, le village principal est communément nommé « Les Avenières » (mais on parle encore de la « salle des fêtes de Ciers »).

## Toponymie
Le nom des Avenières découle du francoprovençal avena, qui signifie « avoine ».

## Histoire

### Préhistoire
Néolithique final au Bronze moyen : 
la région est habitée par des agriculteurs. Une faucille à bouton de la région des Avenières est conservée au musée de Vienne. C'est la seule preuve d'une occupation antérieure aux Gallo-Romains, au confluent de la Bièvre et du Rhône.

### Époque romaine[4]
En 1989, des travaux de remembrement effectués au quartier de La Cour du Pont ont permis la découverte de deux pieux en chêne à 2 m de profondeur. Une étude au carbone 14 menée par le centre de datation de l’université Claude-Bernard Lyon I (CNRS) a attribué à la période 39 av. J.-C. à 120 apr. J.-C. Il pourrait éventuellement s’agir de pieux appartenant à un pont gallo-romain servant à franchir le lit du Rhône entre les Avenières et Thuellin.

### Moyen Âge et les temps modernes[5]
- En 1330, Aigline de Gerbais épousa Louis de Rivoire, chevalier, seigneur de Romagnieu, Domessin, la Bâtie-Montgascon, Villeneuve de Ciers (les Avenières), Bruzolo en Piémont.
- Octobre 1496. Lettres patentes de Charles VIII portant cession et transport au s' de Baternay des terres de Dolomieu et des Avenières.
- Notes et pièces qui prouvent qu'Humbert de Baternay a été lésé lors de la cession et transport qui lui furent faits par le roi Charles VIII en 1496 de la terre de Dolomieu et de celle des Avenières.
- Juillet 1523. Lettres de François I" contenant maintenue des terres de Dolomieu et des Avenières obtenues par René de Baternay. Arrêt du Conseil du roi portant que René de Baternay sera remis en possession des terres de Dolomieu et des Avenières.
- 22 janvier 1560. Copie de lettres accordées par le roi Charles à René de Baternay au sujet de la terre d'Ornacieux, de Dolomieu et des Avenières.
- 8 octobre 1609. Vente des terres et seigneurie des Avenières, Brangues et baronnie de Bouchage à M. de Granieu et de Dorgeoise par dame Gabrielle de Baternay, veuve de Gaspard de la Chastre.
- 15 mars 1642. Mémoire et instructions au sujet de l'instance pendante au Conseil du roi pour raison des terres de Dolomieu et des Avenières.

### XXesiècle

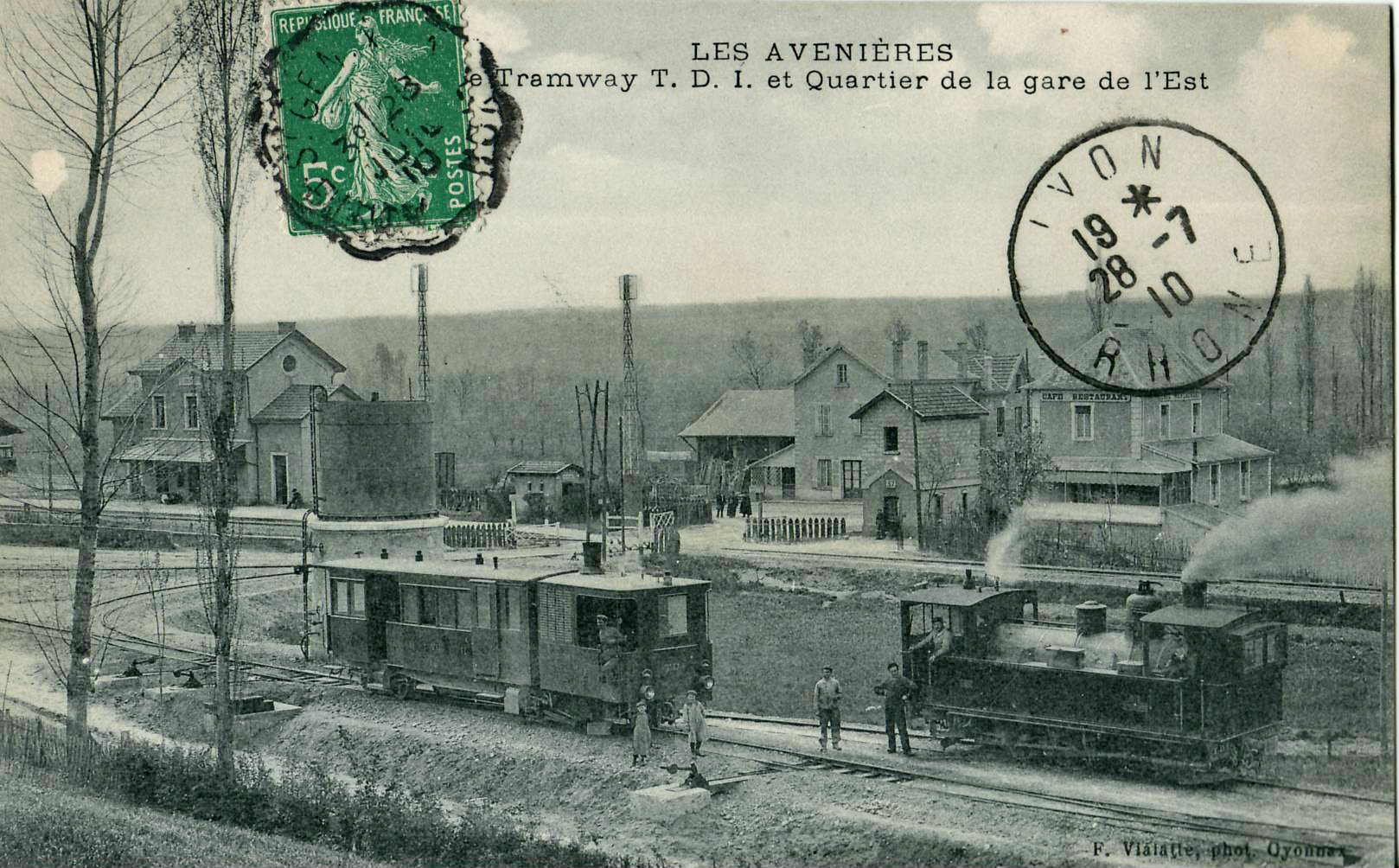
Le quartier de la gare de l'Est, vers 1909 : au premier plan le dépôt des TDI, et à gauche la gare du Chemin de fer de l'Est de Lyon.

Le bourg est desservi, au début du XXe siècle, par deux lignes de chemin de fer secondaire : le chemin de fer de l'Est de Lyon vers Lyon et Aoste, et le tramway La Tour-du-Pin - Les Avenières des Tramways départementaux de l'Isère, repris par les Tramways de l'Ouest du Dauphiné vers La Tour-du-Pin. Ce dernier circula de 1909 à 1935.

## Politique et administration

### Tendances politiques et résultats
Au premier tour des élections municipales de 2014, la liste « divers gauche » conduite par Daniel Michoud a obtenu 51,78 % des suffrages exprimés et l'autre liste « UDI » conduite par le maire sortant, Gilbert Mergoud, a obtenu 48,21 %, le taux d'abstention était de 39,06 %. Le conseil municipal est donc constitué de 22 membres issus de la liste arrivée en tête et de 7 membres issus de la seconde liste.

### Liste des maires
| Période                                  | Période       | Identité        | Étiquette | Qualité                                                             |
| ---------------------------------------- | ------------- | --------------- | --------- | ------------------------------------------------------------------- |
| Les données manquantes sont à compléter. |               |                 |           |                                                                     |
|                                          |               |                 |           |                                                                     |
| mars 2001                                | mars 2014     | Gilbert Mergoud |           |                                                                     |
| mars 2014                                | décembre 2015 | Daniel Michoud  |           | Cadre à La Poste Maire des Avenières Veyrins-Thuellin (2016 → 2021) |

## Équipements et services publics

### Enseignement
La commune dépend de la circonscription IEN de La Tour du Pin.
La commune administre trois écoles dont un groupe scolaire pour un effectif total de 588 élèves (effectifs au mois de septembre 2011).
Le groupe scolaire du Mollard Bresson se situe dans le bourg centre (Ciers) et regroupe la maternelle et le primaire avec un effectif inférieur à 500 élèves. Les écoles des hameaux (2 classes) de Buvin (à 3,2 km à l’ouest du centre-ville) et de Curtille (à 2 km à l’est du centre-ville) regroupent les classes de cycle 2 et 3 pour des effectifs inférieurs à 50 élèves chacune.
Le département gère un collège depuis 1993.

## Population et société

### Démographie
Les habitants sont appelés les Avenièrants.

L'évolution du nombre d'habitants est connue à travers les recensements de la population effectués dans la commune depuis 1793. À partir du 1er janvier 2009, les populations légales des communes sont publiées annuellement dans le cadre d'un recensement qui repose désormais sur une collecte d'information annuelle, concernant successivement tous les territoires communaux au cours d'une période de cinq ans. 
Pour les communes de moins de 10 000 habitants, une enquête de recensement portant sur toute la population est réalisée tous les cinq ans, les populations légales des années intermédiaires étant quant à elles estimées par interpolation ou extrapolation. Pour la commune, le premier recensement exhaustif entrant dans le cadre du nouveau dispositif a été réalisé en 2004,.
En 2013, la commune comptait 5 535 habitants, en évolution de +7,43 % par rapport à 2008 (Isère : +3,89 %, France hors Mayotte : +2,49 %).
| 1793  | 1800  | 1806  | 1821  | 1831  | 1836  | 1841  | 1846  | 1851  |
| ----- | ----- | ----- | ----- | ----- | ----- | ----- | ----- | ----- |
| 2 234 | 2 321 | 2 911 | 3 283 | 3 428 | 3 681 | 3 863 | 4 037 | 4 256 |

| 1856  | 1861  | 1866  | 1872  | 1876  | 1881  | 1886  | 1891  | 1896  |
| ----- | ----- | ----- | ----- | ----- | ----- | ----- | ----- | ----- |
| 4 367 | 4 106 | 4 200 | 4 002 | 4 133 | 4 205 | 4 013 | 4 113 | 3 932 |

| 1901  | 1906  | 1911  | 1921  | 1926  | 1931  | 1936  | 1946  | 1954  |
| ----- | ----- | ----- | ----- | ----- | ----- | ----- | ----- | ----- |
| 4 015 | 3 945 | 3 776 | 3 321 | 3 282 | 3 221 | 3 133 | 3 008 | 2 986 |

| 1962  | 1968  | 1975  | 1982  | 1990  | 1999  | 2004  | 2009  | 2013  |
| ----- | ----- | ----- | ----- | ----- | ----- | ----- | ----- | ----- |
| 3 117 | 3 181 | 3 402 | 3 495 | 3 933 | 4 308 | 4 636 | 5 324 | 5 535 |

## Économie

### Tourisme
- Le parc d'attraction Walibi Rhône-Alpes[11].

## Culture locale et patrimoine

### Lieux et monuments

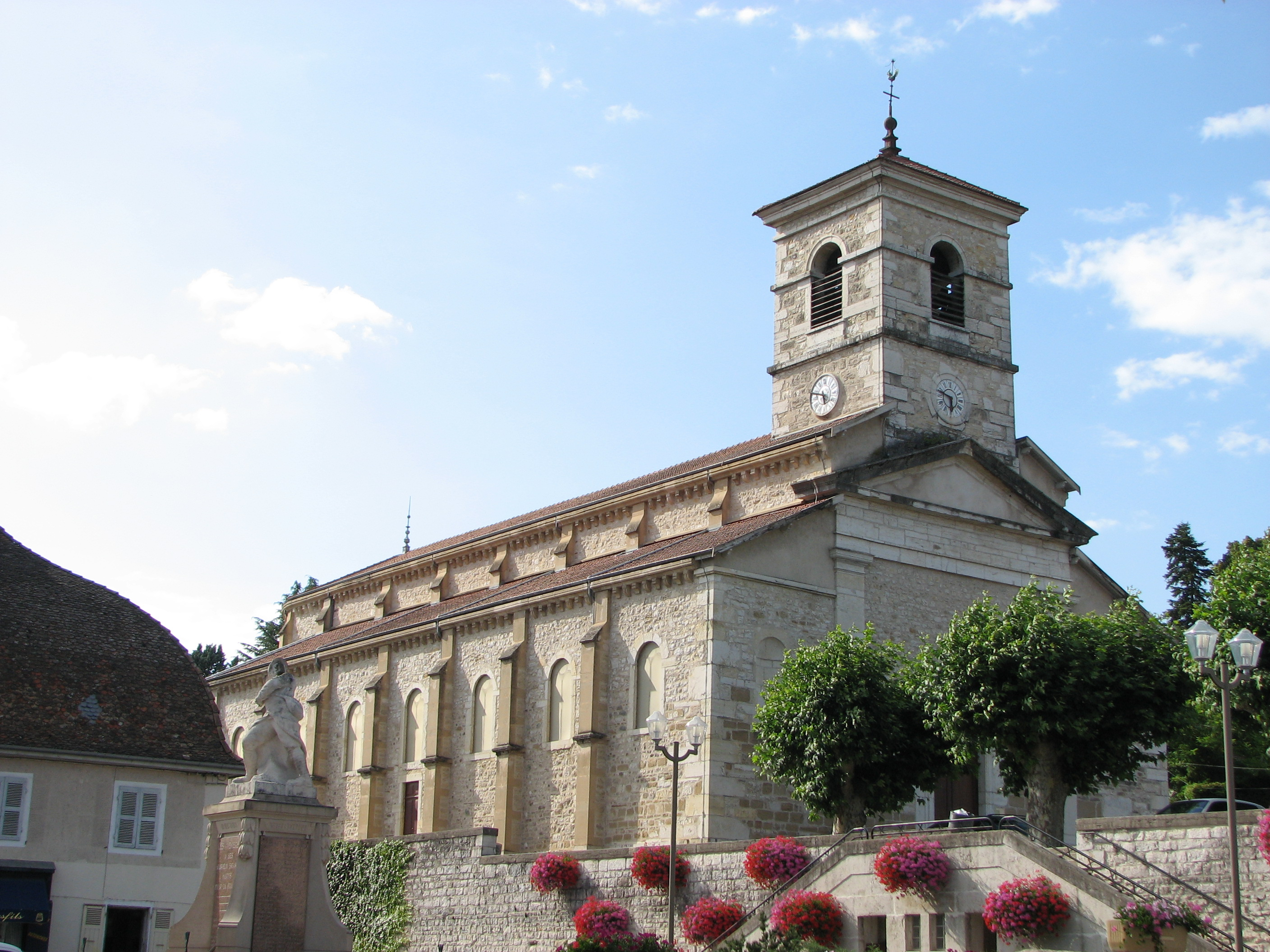
Église de Ciers, aux Avenières.

- Église Saint-Just de Buvin du XIXe siècle.
- Église de Ciers, datée du XIXe siècle, fermée pour cause de risque d'effondrements depuis 2022[12].
- Stade André-Moiroud (anciennement stade des Epinettes), fief du OLA et de l'AS Vezeronce-huert
- L'église Saints-Pierre-et-Paul des Avenières.
- Les bords de lones aux alentours du chaffard.
- Ruche pédagogique connectée Maksika sur le jardin partagé

### Héraldique
| Blason à dessiner | Blason  | D'or au dauphin d'azur, barbé, crêté, lorré, oreillé et peautré de gueules, chapé de sinople chargé à dextre d'une branche de noisetier fleurie d'or, à senestre d'un pampre de vigne fruité du même; à la champagne d'azur chargée de crêtes de vague d'argent. |
| Blason à dessiner | Détails | Le statut officiel du blason reste à déterminer. |

## Pour approfondir